# Caroline-Félicitée de Leiningen-Dagsbourg-Falkenbourg
Caroline-Félicitée de Leiningen-Dagsbourg-Falkenbourg (22 mai 1734, Heidesheim - 8 mai 1810, Francfort) est une princesse allemande. 

## Biographie
Fille de Christian-Charles-Reinhard de Leiningen-Dagsbourg-Falkenbourg et Catherine-Polyxène de Solms-Rödelheim et Assenheim, elle épouse le 16 avril 1760 Charles-Guillaume, prince de Nassau-Usingen, fils du prince Charles de Nassau-Usingen et de Christiane-Wilhelmine de Saxe-Eisenach.
Le couple a quatre enfants :
- Charles-Guillaume (26 mars 1761 - 10 mars 1763) ;
- Caroline de Nassau-Usingen (4 avril 1762 - 17 août 1823) ;
- Louise Henriette Caroline (14 juin 1763 - 30 mars 1845) ;
- un fils (9 mars 1768 - mars 1768).

Leurs descendants mâles les ayant précédé dans la tombe, la succession revient au frère du prince Frédéric-Auguste de Nassau-Usingen avec qui s'éteint la Maison de Nassau-Usingen.